# Seven Days: Friday - Sunday
Seven Days: Friday - Sunday (セブンデイズ) è un film del 2015 diretto da Kenji Yokoi.
L'opera, a tematica omosessuale, insieme con il suo prequel Seven Days: Monday - Thursday, racconta la storia d'amore tra due ragazzi sviluppatasi in una settimana.
La pellicola, distribuita in Giappone il 4 luglio 2015, è basata su l'omonimo manga di 13 capitoli pubblicato dal 2007 al 2009 sul magazine Craft e poi raccolto in due volumi dall'editore Taiyo Tosho.

## Trama
La storia riprende dal finale di Seven Days: Monday - Thursday con Shino e Touji che si frequentano da qualche giorno. I due incominciano a provare dei sentimenti molto forti per l'altro tra cui l'amore e la gelosia. Sebbene il loro sentimento reciproco, entrambi temono molto la fine della settimana come se l'altro mettesse fine alla loro relazione a causa della routine relazionale settimanale di Touji.

## Personaggi
- Seiryo Touji, interpretato da Tomoki Hirose
È un liceale del primo anno popolarissimo fra le ragazze. Sembra abbastanza menefreghista nei confronti del club di tiro con l'arco. Sebbene dica di troncare definitivamente i rapporti con la persona coinvolta ogni volta che termina una relazione ha ancora dei contatti con la ex di suo fratello con cui aveva avuto una relazione.
- Yuzuru Shino, interpretato da Takeshi Yamada "James "
È un liceale del terzo anno molto popolare fra le ragazze. Si interroga spesso sul fatto che appaia diverso da come è davvero.
- Arisa Koike, interpretata da Hinako Tanaka
È una studentessa del terzo anno amica di Yuzuru. Si frequentò con Seryō per una settimana.
- Rin Ishikawa
- Itsuki Sagara
- Yukihiro Takiguchi
- Yûki Hiyori